# Формула-1 — Гран-прі Німеччини 1964
Гран-прі Німе́ччини 1964 року — шостий етап чемпіонату світу 1964 року з автоперегонів у класі Формула-1, що відбувся 2 серпня на автодромі Нюрбургринг.
Напередодні, на суботній практиці Карел Ґоден де Бофор врізався в дерево і наступного дня помер у лікарні.
Гонку виграв Джон Сертіс, додавши до перемоги поул-позишн та найшвидше коло в гонці (таким чином завоювавши "хет-трик"). Це була перша перемога британця в сезоні і друга в кар'єрі.

## Результати

### Кваліфікація
|    | Пілот             | Команда         | Час     |
| -- | ----------------- | --------------- | ------- |
| 1  | Джон Сертіс       | Феррарі         | 8:38.4  |
| 2  | Джим Кларк        | Лотус-Клімакс   | 8:38.8  |
| 3  | Ден Ґерні         | Бребгем-Клімакс | 8:39.3  |
| 4  | Лоренцо Бандіні   | Феррарі         | 8:42.6  |
| 5  | Ґрем Хілл         | БРМ             | 8:43.8  |
| 6  | Джек Бребем       | Бребгем-Клімакс | 8:46.6  |
| 7  | Брюс Макларен     | Купер-Клімакс   | 8:47.1  |
| 8  | Філ Хілл          | Купер-Клімакс   | 8:52.7  |
| 9  | Кріс Еймон        | Лотус-БРМ       | 8:54.0  |
| 10 | Йо Зіфферт        | Бребгем-БРМ     | 8:56.9  |
| 11 | Річі Ґінтер       | Лотус-БРМ       | 8:57.9  |
| 12 | Йо Бонньє         | Бребгем-БРМ     | 9:01.3  |
| 13 | Майк Гейлвуд      | Лотус-БРМ       | 9:01.9  |
| 14 | Моріс Трентіньян  | БРМ             | 9:06.8  |
| 15 | Боб Андерсон      | Бребгем-Клімакс | 9:07.5  |
| 16 | Тоні Меґґс        | БРМ             | 9:09.6  |
| 17 | Майк Спенс        | Лотус-Клімакс   | 9:09.9  |
| 18 | Пітер Ревсон      | Лотус-БРМ       | 9:13.0  |
| 19 | Ґергард Міттер    | Лотус-Клімакс   | 9:14.1  |
| 20 | Едґар Барт        | Купер-Клімакс   | 9:14.2  |
| 21 | Джанкарло Баґетті | БРМ             | 9:14.6  |
| 22 | Ронні Бакнум      | Хонда           | 9:34.3  |
| 23 | Андре Пілетт      | Сірокко-Клімакс | 10:29.4 |

### Гонка
|      | Пілот             | Команда         | Кіл | Час                     | Старт | Очок |
| ---- | ----------------- | --------------- | --- | ----------------------- | ----- | ---- |
| 1    | Джон Сертіс       | Феррарі         | 15  | 2:12:04.8               | 1     | 9    |
| 2    | Ґрем Хілл         | БРМ             | 15  | +1:15.6                 | 5     | 6    |
| 3    | Лоренцо Бандіні   | Феррарі         | 15  | +4:52.8                 | 4     | 4    |
| 4    | Йо Зіфферт        | Бребгем-БРМ     | 15  | +5:23.1                 | 10    | 3    |
| 5    | Моріс Трентіньян  | БРМ             | 14  | акумулятор              | 14    | 2    |
| 6    | Тоні Меґґс        | БРМ             | 14  | +1 коло                 | 16    | 1    |
| 7    | Річі Ґінтер       | БРМ             | 14  | +1 коло                 | 11    |      |
| 8    | Майк Спенс        | Лотус-Клімакс   | 14  | +1 коло                 | 17    |      |
| 9    | Ґергард Міттер    | Лотус-Клімакс   | 14  | +1 коло                 | 19    |      |
| 10   | Ден Ґерні         | Бребгем-Клімакс | 14  | +1 коло                 | 3     |      |
| 11   | Кріс Еймон        | Лотус-БРМ       | 12  | підвіска                | 9     |      |
| 12   | Джек Бребем       | Бребгем-Клімакс | 11  | трансмісія              | 6     |      |
| 13   | Ронні Бакнум      | Хонда           | 11  | аварія                  | 22    |      |
| 14   | Пітер Ревсон      | Лотус-БРМ       | 10  | аварія                  | 18    |      |
| Схід | Джим Кларк        | Лотус-Клімакс   | 7   | двигун/клапанний привід | 2     |      |
| Схід | Брюс Макларен     | Купер-Клімакс   | 4   | двигун/клапанний привід | 7     |      |
| Схід | Боб Андерсон      | Бребгем-Клімакс | 4   | підвіска                | 15    |      |
| Схід | Едґар Барт        | Купер-Клімакс   | 3   | зчеплення               | 20    |      |
| Схід | Джанкарло Баґетті | БРМ             | 2   | акселератор             | 21    |      |
| Схід | Філ Хілл          | Купер-Клімакс   | 1   | двигун                  | 8     |      |
| Схід | Майк Гейлвуд      | Лотус-БРМ       | 0   | двигун                  | 13    |      |
| Схід | Йо Бонньє         | Бребгем-БРМ     | 0   | запалювання             | 12    |      |
| НКВ  | Андре Пілетт      | Сірокко-Клімакс |     |                         |       |      |

### Лідирування (кола)
- 1 — Джим Кларк
- 2–3 — Джон Сертіс
- 4 — Ден Ґерні
- 5–15 — Джон Сертіс